# Primera División de Chile 1944
Primera División de Chile 1944 var den chilenska högstaligan i fotboll för herrar för säsongen 1944, som slutade med att Colo-Colo vann sin 4:e titel. Ligan bestod av 12 lag som spelade mot varandra två gånger var, vilket innebar 22 omgångar.

## Sluttabell
| Plac | Lag                  | Poäng | S  | V | O  | F  | GM | IM   | MSK |
| ---- | -------------------- | ----- | -- | - | -- | -- | -- | ---- | --- |
| 1    | Colo-Colo            | 22    | 14 | 3 | 5  | 59 | 32 | 27   | 31  |
| 2    | Audax Italiano       | 22    | 13 | 4 | 5  | 52 | 41 | 11   | 30  |
| 3    | Magallanes           | 22    | 13 | 3 | 6  | 60 | 37 | 23   | 29  |
| 4    | Santiago Morning     | 22    | 11 | 7 | 4  | 54 | 42 | 12   | 29  |
| 5    | Universidad Católica | 22    | 11 | 5 | 6  | 55 | 46 | 9    | 27  |
| 6    | Santiago National    | 22    | 10 | 1 | 11 | 60 | 57 | 3    | 21  |
| 7    | Unión Española       | 22    | 9  | 2 | 11 | 43 | 44 | -1   | 20  |
| 8    | Universidad de Chile | 22    | 8  | 3 | 11 | 49 | 56 | -7   | 19  |
| 9    | Santiago Wanderers   | 22    | 5  | 6 | 11 | 35 | 46 | - 11 | 16  |
| 10   | Green Cross          | 22    | 6  | 3 | 13 | 39 | 60 | -21  | 15  |
| 11   | Santiago Badminton   | 22    | 5  | 4 | 13 | 28 | 49 | -21  | 14  |
| 12   | Everton              | 22    | 4  | 5 | 13 | 41 | 65 | -24  | 13  |

| Primera División Vinnare av Primera División 1944 |
| ------------------------------------------------- |
| Chile                                             |
| Colo-Colo 4:e titeln                              |